# Kmečka zveza (zgodovinska)
Kmečka zveza je bila slovenska kmečka stanovska organizacija v prvi polovici 20. stoletja, ki je delovala v okviru slovenskega katoliškega političnega tabora. Njeni začetki segajo v Avstro-Ogrsko, ko je bila 21. januarja 1907 v Mariboru ustanovljena Slovenska kmečka zveza. Njen ustanovitelj in prvi predsednik je bil poslanec Ivan Roškar. V okviru Slovenske kmečke zveze je potem delovalo večje število krajevnih kmečkih zvez.
Omrežje krajevnih kmečkih zvez je delovalo naprej tudi po propadu Avstro-Ogrske, znotraj Kraljevine SHS. Po nastanku Dravske banovine se je krovna organizacija preimenovala v Jugoslovansko kmetsko zvezo za Dravsko banovino. Zaradi opozicijske drže do takratnega režima jo je banska uprava pod banom dr. Dragom Marušičem z odlokom 2. decembra 1931 razpustila.
Po spremembi režima junija 1935 so se začele priprave na njeno ponovno obuditev. Tako so 22. decembra 1935 privrženci slovenskega dela JRZ v Ljubljani izvedli ustanovni občni zbor stanovske, strokovne in kulturne organizacije slovenskih kmetov Kmečke zveze (KZ). Za njenega načelnika so izvolili Janeza Brodarja, ki je bil načelnik že njene predhodnice, Jugoslovanske kmetske zveze za Dravsko banovino. Član glavnega odbora KZ Ludvik Puš se je leta 1936 študijsko mudil v zahodni Evropi, kjer se je med drugim pobližje seznanil s flamsko Kmečko zvezo (Boerenbond), ki obstaja še danes. Da bi KZ zajela čim več kmečkega prebivalstva, se je nato njeno vodstvo zgledovalo po notranji organizacijski strukturi idejno sorodne flamske Kmečke zveze in jo skušalo prilagoditi slovenskim razmeram. KZ je sicer v svojih pravilih poudarjala, da je nepolitična organizacija, vendar je dejansko delovala kot podaljšana roka slovenskega dela JRZ. Člani vodstva KZ, bodisi banovinskega ali okrajnega, so bili aktivni tudi v vrstah strankinih prvakov slovenskega dela JRZ. KZ je sprejela gospodarski program JRZ in je v njegovem okviru skušala reševati kmečko vprašanje. Marca 1939 je imela Kmečka zveza okrog 300 krajevnih odborov KZ, okrog 100 mladinskih odsekov KZ in ok. 70.000 članov KZ.